# LZ 127

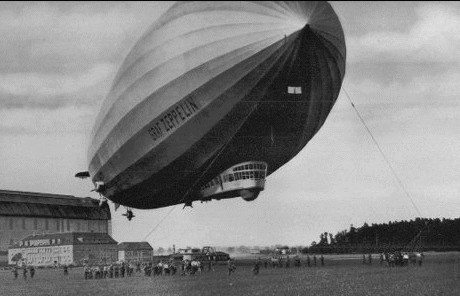
Gondola główna „Hrabia Zeppelin”

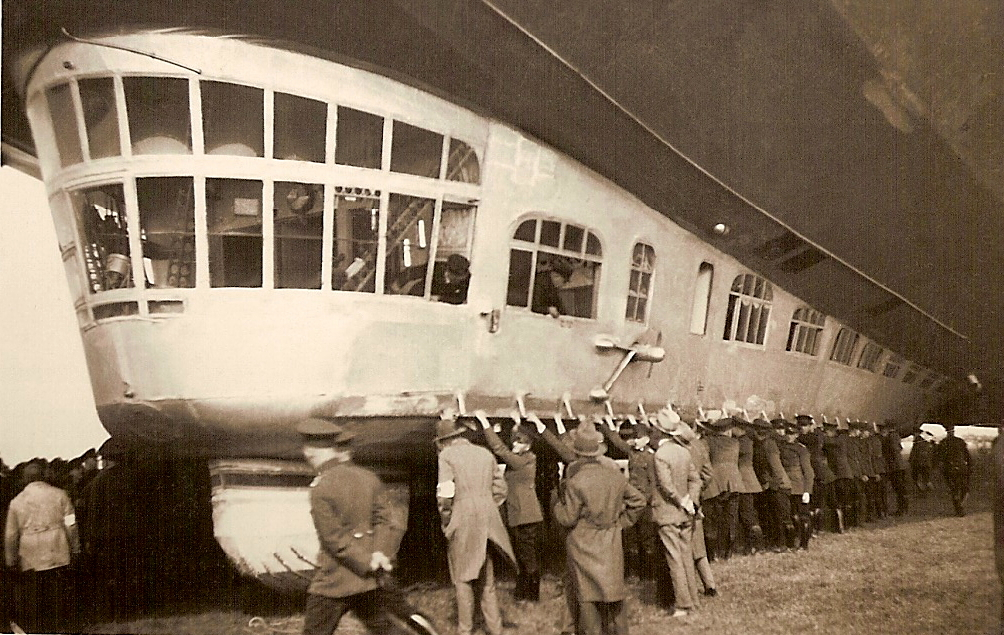
Graf Zeppelin, napełniany wodorem

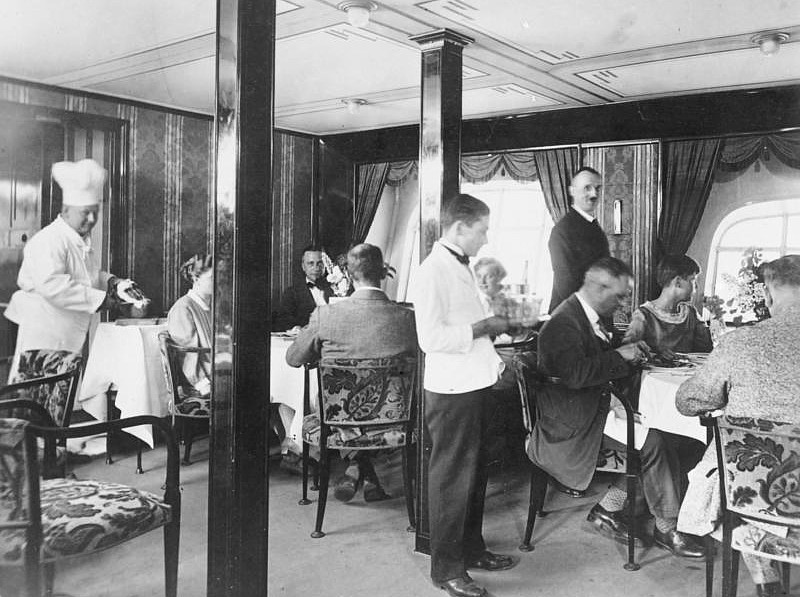
Kabina LZ 127

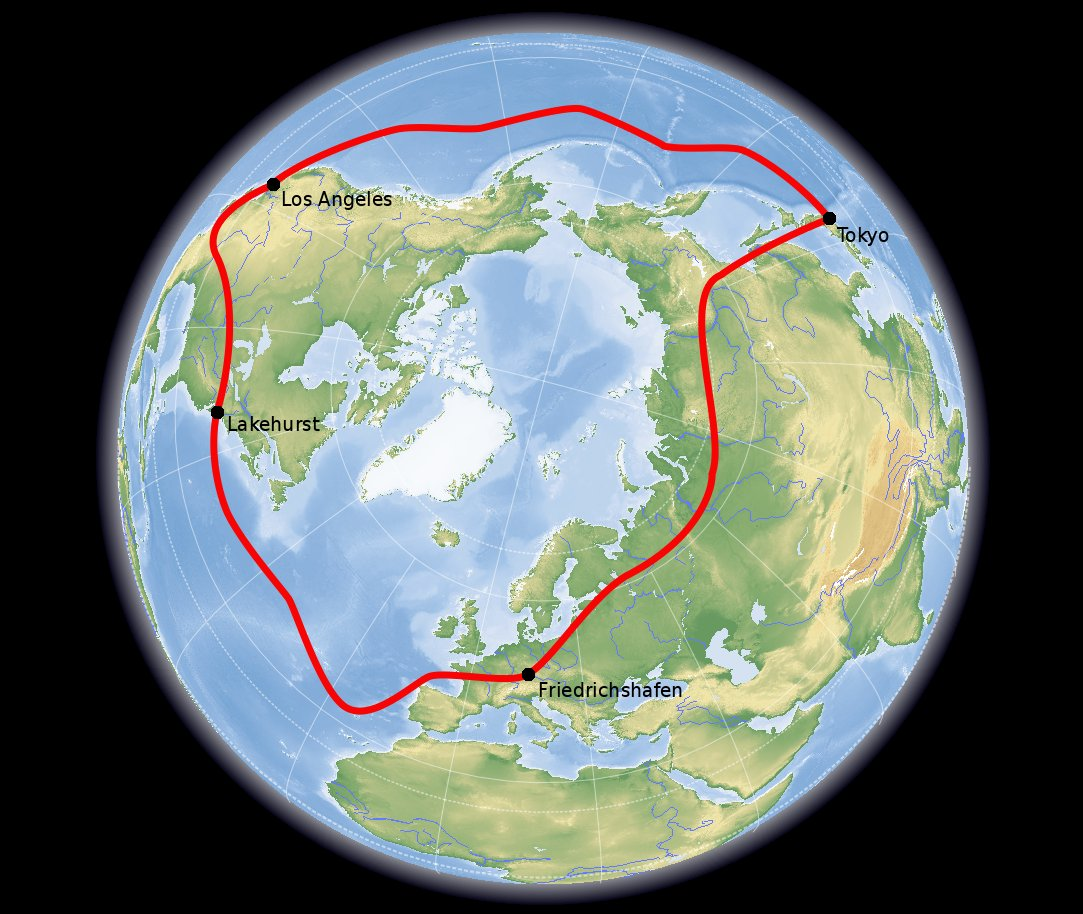
Plan podróży dookoła świata w 1929

LZ 127 Graf Zeppelin – sterowiec szkieletowy wybudowany w Niemczech w okresie międzywojennym przez wytwórnię Luftschiffbau Zeppelin GmbH z Friedrichshafen nad Jeziorem Bodeńskim. Nosił nazwę na cześć Ferdinanda von Zeppelina.
Parametry techniczne sterowca LZ-127 Graf Zeppelin:
- długość 236,6 metrów,
- średnica: 30,5 metrów,
- pojemność 105 000 m³, w tym:
- gaz nośny (wodór): ok. 75 000 m³,
- gaz napędowy (gaz Blaua): ok. 30 000 m³,
- masa własna: 58 000 kg,
- masa użyteczna: 15 000 kg,
- napęd: 5 umieszczonych w gondolach silników Maybach o mocy 388 kW (530 KM) każdy,
- prędkość maksymalna: 128 km/h,
- prędkości przelotowe były zwykle niższe, oscylując wokół 100–110 km/h, w zależności od siły i kierunku wiatru, który wpływał na prędkość i zasięg sterowca,
- zasięg: 10 000 km, niektóre źródła podają 12 000 km (patrz powyżej uwagi odnośnie do wiatru),
- liczba pasażerów: 20,
- liczba członków załogi: 40.